# La Machinerie humaine
La Machinerie humaine est une suite romanesque écrite par l'écrivain, historien et homme politique français Max Gallo parue entre 1992 et 2002.

## Présentation
L'objectif de Max Gallo tel qu'il a pu le développer est de donner une représentation de la société française à un moment donné — à une époque qui se situe vers la fin du XXe siècle — qui en fasse ressortir les caractéristiques essentielles, comme un écrivain tel que Honoré de Balzac a pu le faire pour le XIXe siècle.
Beaucoup de critique lui ont en effet trouvé des airs de la Comédie humaine, rehaussé par son style et ses travaux d'historien, conforté par sa connaissance de la politique et des cénacles de la république, « un auteur, écrit Gilles Perrault dans Le Monde diplomatique, qui, depuis au moins une décennie, s'attache à décrire... le jeu obscur et tenace des puissants, le naufrage des espérances du plus grand nombre. Notre histoire, en somme. »

## La Fontaine des Innocents

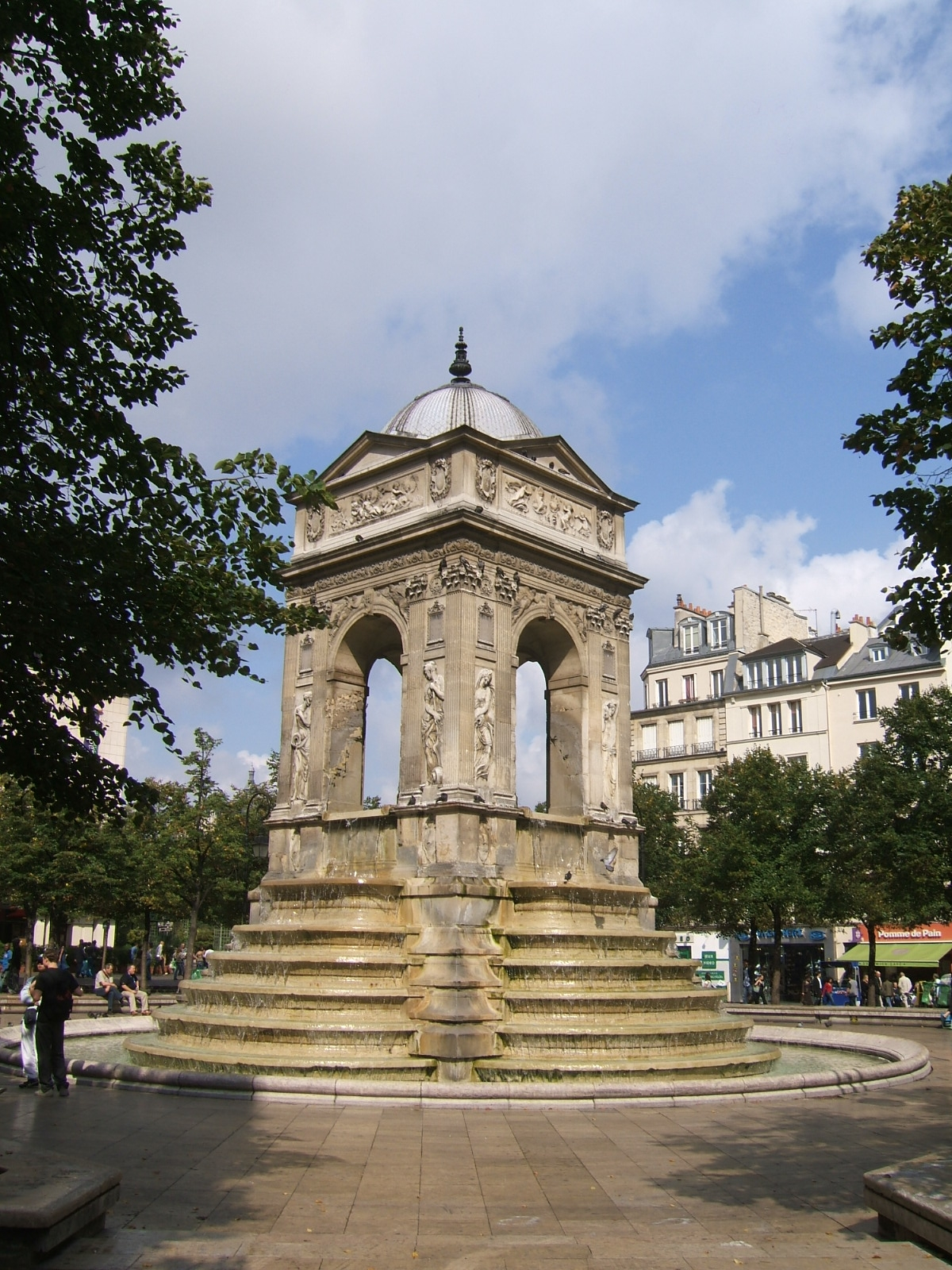
La fontaine des innocents

Fait divers banal en plein Paris dans le quartier des Halles près de la fontaine des Innocents :

Anne-Marie Bermont, une jeune femme, est agressée mais ce n'est apparemment qu'un simple incident sans intérêt, pas même relaté par les journaux. L'auteur est intéressé par ce fait mineur -sans doute révélateur de l'état d'une société- la ville devenue dangereuse comme ces villes américaines où on ne peut plus sortir le soir; il va mener sa propre enquête pour dévider la trame de cette existence. Dès lors, Anne-Marie Bermont va se trouver impliquée dans cette mystérieuse affaire qui témoigne du climat d'une époque et des ressorts de l'âme humaine. 

## L'amour au temps des solitudes
Jeanne Guilcher et Vincent Janovers ont une quarantaine d'années et se rencontrent à ce mitan de leur vie où ils sont remplis de nostalgies, où ils ont leur histoire pas toujours heureuse à porter. Bon gré, mal gré, ils participent à la comédie humaine qui se tisse jour après jour et finit par faire une vie.
Ils évoluent cependant dans un milieu privilégié avec l'écrivain reconnu, la responsable d'un magazine, un reporter, un financier... Cette façade de respectabilité cache difficilement un mal de vivre, la culture des apparences, la lutte pour le pouvoir, tous les hochets qui permettent de continuer et de faire face au quotidien. 

C'est ce jeu que  Jeanne et Vincent n'accepteront plus et qui finira par faire basculer leur vie. L'amour entre eux peut-il être assez fort pour qu'ils puissent encore espérer autre chose qu'une vie attendue, cette solitude née d'un égoïsme que seul le cours de l'histoire peut remettre en cause.

## Les rois sans visage
Antoine Vecchini a bien vécu, il en détient des secrets, lui qui habite maintenant dans une maison retirée dans un port du sud de la France. Thomas Joubert est plus jeune mais il voudrait s'approprier ces fameux secrets que détient Antoine Vecchini. Ce dernier a bien connu les hommes de pouvoir de son époque : des présidents, des hommes politiques de premier plan, des banquiers, des académiciens. Il est resté dans l'ombre, où se trouve souvent le vrai pouvoir, il les a assez côtoyés pour les bien connaître, il a assez influencé ces hommes d'influence pour savoir, n'ignore rien de leur passé, de leurs faiblesses et maintenant que la mort approche, son seul plaisir est de penser au scandale que produiraient ses révélations. Alors les deux hommes Antoine Vecchini et  Thomas Joubert doivent se rencontrer...
Et puis, il y a cette jeune fille qui marche lentement le long d'un quai avec son grand manteau noir, trop large. On ne sait pas qui elle est mais elle a son rôle à jouer entre ces deux hommes... L'éditeur dans sa présentation parle  d'un "univers balzacien", transposé à la fin du XXe siècle, des "ténébreuses affaires" où le sordide n'est jamais loin avec le cortège de ses passions.

## Le Condottiere

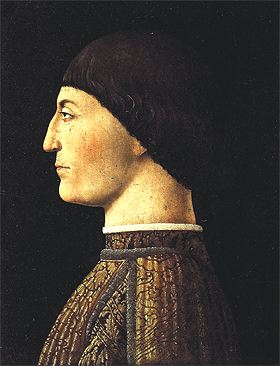
Condottiere du XVIe siècle

Le Condottiere vit sur les bords du lac de Côme d'où il dirige en maître son empire, toutes ses sociétés depuis leur siège situé à Parme, ses journaux et télévision, ses maisons d'édition et de haute couture. Il fait partie des hommes qui comptent, ce qui le comble, s'occupe d'activités qui confortent son ego et montrent sa puissance, son entregent, présidant des défilés de mannequins et des équipes de football. C'est aussi une espèce d'esthète aime les arts et trône dans sa merveilleuse résidence, la Villa Bardi, au-dessus du lac de Côme. Il s'intéresse également à la presse, à l'information -ce 'nerf de la guerre'- et va se payer un hebdomadaire et une agence de publicité déjà présente dans deux des romans précédents de Max Gallo La Fontaine des Innocents et Les Rois sans visage.
Mais ce parcours idyllique va se heurter à ce qui n'est au départ qu'un fait divers : la découverte  un matin dans les eaux du lac de Côme, du corps d'une jeune femme prénommée Ariane. L'enquête menée par une journaliste Joan Finchett et le juge Roberto Cocci se dirigent immédiatement vers le Condottiere. Dans cette 'réalité fictionnelle' décrite par Max Gallo, on retrouve les bons qui veulent garder les mains propres dans ce monde corrompu, les méchants comme Le condottiere qui veulent le pouvoir à tout prix et les victimes comme Ariane.

## Le Fils de Klara H

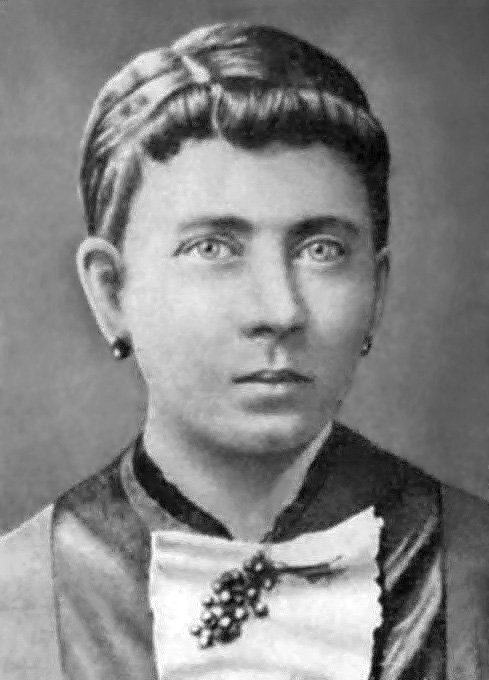
Klara Hitler

Le cadre de l'action rejoint les précédents volumes de la série : une jeune femme, Judith, et sa fille, Sandra, disparaissent. Immédiatement, le mari la docteur Laurent est soupçonné car tout le monde sait qu'entre les deux ex époux la haine s'est installée. Derrière ce fait divers se cache la dure réalité d'une époque de violence terrible, ce fils de Klara H qui n'est rien d'autre qu'Adolphe Hitler, l'idole noire, symbole qui a dominé ce siècle de barbarie et qui poursuit les générations suivantes.
C'est en dévoilant petit à petit la vie de Judith et du docteur Laurent, l'histoire de leurs familles, comme dans un roman policier où se font jour au fil des pages les relations entre les protagonistes, que vont apparaître les raisons qui ont conduit à cette disparition.

## L'Ambitieuse
Max Gallo poursuit sa quête, raconte la société de son temps, cette fois à travers le portrait et le destin de deux jeunes femmes 'libérées', les deux sœurs Aurore et Isabelle, à la fois victimes et bénéficiaires de l'évolution des mœurs. Leurs passions, leurs tournants sont aussi ceux de la société, elles sont à son image avec ses zones de liberté et ses zones d'ombre. À première vue, elles ne se ressemblent guère : Aurore l'avocate veut profiter de la vie, Isabelle l'inspectrice des impôts est attirée par le pouvoir
Elles vont faire le bilan de leur volonté de réussir, cette ambition qui leur a dicté sa loi et à laquelle elles ont beaucoup sacrifié. Elles se demandent ce qui reste de leurs rêves de jeunes filles quand elles vivaient dans leur Jura natal, proches de la nature, quand elles montaient à cheval, l'une sur son cheval noir, l'autre sur son cheval couleur fauve, aimant la vie et rêvant de se réaliser à travers la reconnaissance et l'amour. 

Pouvoir politique, pouvoir sur les hommes, Max Gallo traque une nouvelle fois les différentes formes de pouvoir qui sont devenus le moteur de la société dans la deuxième moitié du XXe siècle.

## La Part de Dieu
Dans une interview, Max Gallo a tenu à s'exprimer sur le contenu de son livre, tant il collait à l'actualité : 
  
« " J'ai terminé ce roman avant les récents attentats imputés à l'intégrisme musulman, avant qu'on ne sache que des jeunes de banlieue y étaient mêlés. Ai-je le droit, dans cette situation d'utiliser l'imaginaire romanesque pour tenter de dévoiler les raisons de l'incendie, les cheminements de la violence et du fanatisme dans certains consciences? Je crois que seul le roman permet de montrer les arrière-fonds de nos mémoires d'où surgissent souvent des monstres. La Part de Dieu doit donc tout et rien à l'actualité. C'est un des rouages de La Machinerie humaine, cette suite romanesque qui entend suivre et embrasser les destins des femmes et des hommes d'aujourd'hui. Écrire, c'est toujours prendre des risques. Je les assume. »
Ce septième volume de La Machinerie humaine est effectivement dans les feux de l'actualité, traitant de la vie d'Amina, une jeune femme musulmane, ses difficultés dans la France de cette époque, ses relations compliquées avec Hocine, son frère intégriste, son rapport à une violence omniprésente qui va la confronter à l'enquête du commissaire Beaufort, où s'entrecroisent liberté et fanatisme, où le présent se vit aussi sur les représentations du passé.
Si l'action débute à Clermont-Ferrand, ce n'est pas gratuit, c'est la résurgence d'un passé qui a vu dans cette ville le pape de l'époque Urbain II lancer un appel vibrant à tous les chrétiens pour aller reconquérir la Terre Sainte.

## Le Faiseur d’or
Dans ce volume de La Machinerie humaine, « Max Gallo ajoute une nouvelle pièce à sa Machinerie humaine [...], il dénonce une nouvelle barbarie : celle de la fièvre financière et du mépris absolu de l'humain, » commente le critique de Bibliopoche.
Parmi les faiseurs de mirages modernes, les plus représentatifs sont sans doute ceux que Max Gallo appelle les faiseurs d'or qui produisent, qui ont le pouvoir de 'multiplier les pains'. Samuel Ringel fait partie de cette nouvelle aristocratie de la finance, jonglant avec le cours des monnaies ou les capitaux flottants. Comme toujours dans les romans de cette série, Max Gallo y mêle le mystère, un homme plus complexe qu'il n'y paraît, qui cache sous sa réussite une fêlure qui lui vient de son passé et une interrogation sur la condition humaine.
Il fréquente un des symboles de la réussite, de la reconnaissance sociale : Davos et ses forums ou se côtoie tout ce que le monde occidental compte d'hommes importants et de jolies femmes, où il rencontre un homme Serge Derain qui va compter pour lui. Et pourtant ce dernier n'est qu'un petit écrivain avide de reconnaissance qui se met tout de suite au service de Ringel pour jouir d'une réussite qu'il veut le plus rapide possible.
Mais les deux hommes ont des relations trop ambigus pour les poursuivre plus longtemps et Derain devient de plus en plus soucieux pour son avenir et même pour sa vie Il se souvient, écrit Max Gallo dans sa présentation, « du supplice que l'on infligeait dans l'Empire aztèque à ceux qui dérobaient l'or et ses secrets: on leur versait du métal jaune en fusion dans la bouche. »

## La Femme derrière le miroir
Après les Faiseurs d'or, titre de son précédent roman, Max Gallo traite ici des faiseurs d'images dont on dit qu'il représente le pouvoir type de cette époque. À travers l'écran, Claire Garneray représente ce pouvoir pour ces millions de regards qui la fouillent. De sa douce voix, cachant ses émotions, elle interroge ses invités aux trajectoires souvent tortueuses, elle sait comment les aider à se confier, à avouer ce qu'ils s'étaient bien promis de cacher. C'est ce qu'on appelle une star. 

Elle est la femme derrière le miroir.
Mais un matin, un éboueur découvre son corps dans une poubelle à Paris, place de l'Odéon, à côté de chez Bernard Terraz, principal actionnaire de la chaîne RTE. L'inspecteur Milner est chargé de l'enquête et tente de savoir quels fils relient Bernard Terraz et Claire Garneray.
Il se retrouve dans les méandres de la toile télévisuelle, essayant une nouvelles fois d'arracher les masques de ces nouveaux rois sans visage prisonniers des passions et des ambitions personnelles de ceux qui possèdent et font la télévision. Leur destin n'est intéressant que dans la mesure où ils peignent aussi une saga du pouvoir à la fin du XXe siècle.

## Le Jardin des oliviers

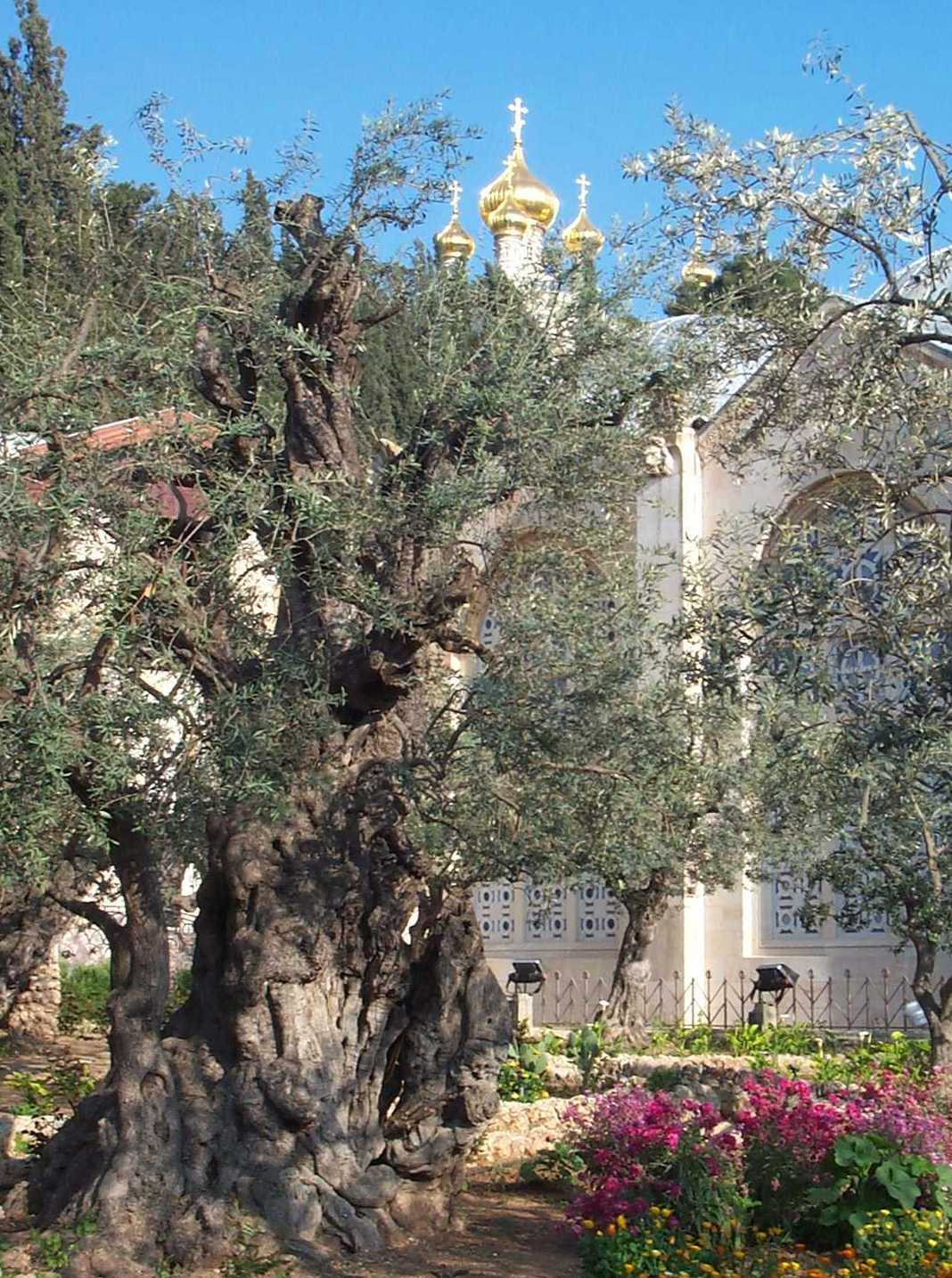
Le jardin des oliviers (Gethsemani)

Avec ce roman, Max Gallo revient chez lui à Nice, d'une certaine façon, c'est un retour dans La baie des anges.
Jérôme et Nathalie qui se connaissent depuis l'enfance, ont tout pour être heureux : vivre à Nice avec le soleil bienveillant de la Méditerranée, est un privilège. Ils s'aiment, ils poursuivent les mêmes études, leurs familles sont proches. Que pourrait-il leur arriver, même si Max Gallo pose cette question : Peut-on s'aimer aujourd'hui dans l'innocence ?
Pourtant, derrière cette belle façade, on peut se demander ce qu'il y a derrière le miroir, quel est ce grain de sable qui va faire gripper cette destinée qui semble vouée au bonheur ? Les tentations sont nombreuses dans cette ville où la réalité détruit les 'miroirs aux alouettes' : l'argent facile pour Nathalie, la rencontre d'un homme ambigu, peut-être dangereux pour Jérôme. Comment ces jeunes naïfs et fragiles pourraient-ils résister à la marche implacable de la machinerie humaine ?

## Un homme de pouvoir
Le titre de ce dernier tome de La machinerie humaine, Un homme de pouvoir, résume bien le propos de Max Gallo dans cette série romanesque : analyser, disséquer les mécanismes du pouvoir tel qu'il s'étale dans la France contemporaine, dans cette seconde moitié du XXe siècle.
À Philippe Arius, l'un de ces hommes de pouvoir, et non des moindres, tout semble réussir... et pourtant au moment où il va raconter son histoire, il est enfermé dans la cellule d'une prison, lui qui fut pendant quelque vingt années un homme de pouvoir. Il fut un de ces magiciens de la communication qui transforment le plomb en or, en l'occurrence qui peaufine l'image d'un personnage politique pour séduire l'opinion publique et les électeurs. Il a été au service de la plupart des présidents de la Ve république.
À travers son agence Philippe Arius Communication et Sondage, il a acquis une stature internationale. Lui-même s'occupe de son image en fréquentant le Tout-Paris politique et médiatique et a fait un très beau mariage, utile à sa montée vers les sommets. Mais il connaît beaucoup de choses -trop sans doute- l'accès des 'fonds secrets' si commodes pour les financements occultes, « il est l'un de ces hommes d'influence qui détiennent dans l'ombre la part obscure du pouvoir. » Il se veut aussi un homme libre, dont on monnaie grassement les services, servant ceux qui le paient à la manière d'un Rastignac des temps modernes. C'est aussi un homme qui a une revanche à prendre sur la vie, une enfance gâchée par le départ forcé d'Oran, sa ville natale.
Sa chute est encore plus rapide que sa réussite car derrière les mondanités, derrière les beaux discours et cette autre forme de miroir, ce monde est brutal et sans pitié pour ceux qui tombent dans les filets de la justice. Il se retrouve seul, abandonné de ses soi-disant amis, sacrifié sur l'autel du pouvoir.
Ce roman voit s'affronter les grands politiques de l'époque, de l'agonie de Pompidou à la dureté des combats entre Chirac, Giscard ou Mitterrand, puisant sa matière dans les connaissances historiques de Max Gallo. De cette guerre pour le pouvoir, le peuple ne connaît que la partie visible, énorme iceberg dont il ne voit que les apparences, ne perçoit que l'écho lointain des affrontements.